# Jennifer Thomson
Jennifer Ann Thomson (Ciudad del Cabo, 1947) es una microbióloga sudafricana. En 2004 recibió el premio L'Oréal-Unesco para las mujeres y la ciencia.

## Biografía
Estudió Zoología en la Universidad de Ciudad del Cabo, un posgrado en genética en la Universidad de Cambridge y luego un doctorado en microbiología en la Universidad de Rhodes. Ha sido puesto-doctorante a Escuela de Medicina de Harvard. Es profesorad el departamento de genético de la Universidad del Witwatersrand. Funda y dirige el Laboratorio de Biología Moléculaire y Celular para el Council for Scientific and Industrial Research.
Luego es profesora y al frente del departamento de microbiología en la Universidad del Cabo. Después de la reestructuración del departamento, es Profesora emérita de microbiología al departamento de Biología Moléculaire y Celular.
Sus investigaciones se concentran en el desarrollo de un maïs que sea resistente al virus de la striure del maíz, endémico en África, y a la sequía.
Su valoración sobre el asunto lo ha conducido por dos vez al Foro económico mundial, así como ante los Naciones Unidas invitada por el secretario general Kofi Annan.

## Premio y distinciones
Jennifer Thomson ha sido administradora y miembro del South African Genetic Engineering Committee, cofundadora y administradora del South African Women in Science and Engineering y vicepresidenta de la Academia de las Ciencias de Sudáfrica. Es miembro de la Royal Society of South Africa. 
Recibe el Premio L'Oréal-UNESCO a Mujeres en Ciencia en 2004 por sus estudios de especies resistentes a la sequía y a las infecciones virales, en un esfuerzo para responder a la penuria crónica de alimento en el continente.
Es igualmente doctor honoris causa de la Universidad de París.
El 17 de mayo de 2016, durante la quinta asamblea general y la conferencia internacional sobre las mujeres de ciencia en el mundo en desarrollo que se ha mantenido al Kuwait, fue elegida directora ejecutiva de la Organización para las Mujeres en Ciencia para el Mundo en Desarrollo

## Publicaciones
- Seeds for the futura the impacto of genetically modified crops se the environment
- Genes for Africa : genetically modified crops in the developing world, 2002[5]
- GM Crops the Impacto and the Potential Recombinant DNA and bacterial fermentación, 1988